# Muž, který chtěl žít svůj život
Muž, který chtěl žít svůj život (v originále L'Homme qui voulait vivre sa vie) je francouzský hraný film z roku 2010, který režíroval Éric Lartigau podle románu Douglase Kennedyho. Snímek měl světovou premiéru na mezinárodním filmovém festivalu v Torontu.

## Děj
Zdá se, že Paul Exben, úspěšný mladý právník, má všechno: milující manželku Sarah, dvě krásné děti, vysněný domov. Navíc jeho bezdětná společnice Anne se mu chystá předat svůj podíly ve společné firmě. Lituje jen jednoho, že nemá čas uspokojit svůj koníček -  fotografování.
Jednoho dne si Paul uvědomí, že ho Sarah podvádí. Během osobního setkání s jejím milencem, arogantním Grégoirem Kremerem ho nešťastnou náhodou zabije. Pak se rozhodne všechno opustit - manželku, děti, dům i práci.
Nejprve Anně sdělí, že nepřevezme její podíl. Zároveň začíná pracovat na zrušení toho svého. Nejprve schová Grégoireovo tělo na pár dní do mrazáku. Poté odešle od své oběti falešné e-maily, které všechny informují o jeho nečekaném odjezdu. Poté nechá vyhotovit falešné doklady na jeho jméno. Nakonec vypluje s jeho plachetnicí. Shodí Grégoirovo tělo do moře a nakonec loď vyhodí do povětří, aby to vypadalo, že zemřel při explozi. Pak vyrazí s Grégoirovým autem na cestu a vydá se inkognito do Černé Hory, do vesnice daleko od všeho, kde si pronajme chatrč.
Zde konečně může žít pro svou vášeň fotografování. Spřátelí se s Bartholomé, starým francouzským opilcem, kterého zpočátku mylně považuje za bezdomovce, ale který ve skutečnosti pracuje pro umělecký časopis. Seznámí se tak s Ivanou, šéfredaktorkou časopisu, se kterou si začne románek a která ho rychle proslaví.
Ale Paul si uvědomí, že tato vznikající proslulost je neslučitelná s jeho falešnou identitou. Znovu tedy předstírá smrt a prchá na nákladní lodi, tentokrát do Jižní Ameriky. Během přejezdu se stane svědkem zločinu, kdy posádka hází nelegální přistěhovalce do moře. Je chycen při fotografování a také vhozen do moře. Jeden z členů posádky, který se chtěl postavit na jeho stranu, byl také hozen přes palubu, ale měl čas spustit do moře záchranný člun, což je oba zachránilo. Paul zachrání negativy svých záběrů a aféra vyvolá obrovský skandál. Ale protože o sobě nemůže dát vědět, slavným se stane jeho společník.
Paul se opět vrací do úkrytu a do svého života nekonečného putování.

## Obsazení
| Romain Duris             | Paul Exben                |
| Marina Foïs              | Sarah Exben               |
| Branka Katić             | Ivana                     |
| Niels Arestrup           | Bartholomé                |
| Catherine Deneuve        | Anne                      |
| Éric Ruf                 | Grégoire Kremer           |
| Enzo Caçote              | Hugo                      |
| Esteban Carvajal Alegria | Valéry Grey               |
| Pierre-Ange Le Pogam     | Erwan, bretonský námořník |
| Jérôme Jougla            | barman                    |
| Jean-Paul Bathany        | Jean-Claude               |
| Florence Muller          | Clarisse                  |
| Douglas Kennedy          | muž na nádraží            |

## Ocenění
- César: nominace v kategoriích nejlepší herec ve vedlejší roli (Niels Arestrup) a nejlepší adaptace (Éric Lartigau a Laurent de Bartillat)